# 北国の少女 (ミュージカル)
「北国の少女」（原題： Girl from the North Country）は、ボブ・ディランの楽曲を使用したコナー・マクファーソン脚本のミュージカル。ディランの楽曲を使用したブロードウェイ作品はトワイラ・サープ演出および振付の『The Times They Are a-Changin'』に続き2作目となっている。

## プロダクション

### 2017年、オールド・ヴィックおよびウェスト・エンド
2017年7月8日から10月7日、ロンドンにあるオールド・ヴィック・シアターで初演されヒットした。
ロンドンのウェスト・エンドに進出し、2017年12月29日から2018年3月24日までの12週間限定で上演され、オールド・ヴィックの出演者の多くが再演した。

### 2018年、オフ・ブロードウェイ
2018年9月30日から12月22日、ニューヨークのオフ・ブロードウェイにあるパブリック・シアターにてアメリカ人出演者による北米公演が初演された。

### 2019年、トロント
2019年9月28日から11月24日、トロントのロイヤル・アレキサンドラ・シアターにてケイティ・ブレイベンやアナ・ジェーン・ケイシーなどが新たに配役され上演された。

### 2020年、ブロードウェイ
2020年、ブロードウェイに進出し、ベラスコ・シアターにて2月7日からプレビュー公演、3月5日から本公演が上演された。3月12日、コロナウィルスの世界的蔓延によりブロードウェイの全公演が上演中止となり、2021年10月13日に再開した。2022年1月12日、1月23日にベラスコ・シアター公演が終了し、春からシュバート・シアターで再開されることが発表された。4月29日から6月19日までの限定でベラスコ・シアターで再演された。
2022年5月16日、再開に先立ち、ブロードウェイ公演が一般公開を見据えて収録されたことが発表された。プロデューサーのトリスタン・ベイカーとチャーリー・パーソンズは配給会社を検討中であることを明かした。

### 2022年、オーストラリア、ニュージーランド・ツアー
2022年、オーストラリアおよびニュージーランドでツアー公演が行なわれ、リサ・マキューン、ヘレン・ダリモア、テレンス・クロフォード、ピーター・コウィツ、グラント・パイロ、グレッグ・ストーン、ピーター・キャロルが出演した。

### 2022年、イギリス・アイルランド・ツアー
2022年5月、第1回イギリス・アイルランド・ツアー公演の配役が発表され、6月25日、ダブリンのオリンピア・シアターで開幕した。2023年3月18日に閉幕する予定となっている。2017年の初演時と同様の評価を得た。

### 2023年、北米ツアー公演
2022年5月、2023年秋よりディランが以前所有していたミネソタ州ミネアポリスにあるオルフェウム・シアターから北米ツアー公演が開幕することが発表された。

## あらすじ
スペリオル湖の湖畔の町、ミネソタ州ダルース。1934年の冬、アメリカは世界恐慌に見舞われる。
物語はレイン家のウォーカー医師によって語られる。ニック・レインは老朽化したゲストハウスの経営者である。銀行はゲストハウスの差し押さえを宣告し、ニックは家族がホームレスにならないよう必死で道を探す。妻のエリザベスは認知症の一種を患い、緊張感を感じることなく物事を深く考えることもできず、感情を露骨に表現し、世話することも困難である。レイン家の子供は、20代前半の息子ジーンと養女で19歳のマリアンである。
マリアンは妊娠5ヶ月で、父親の名を決して明かそうとしない。ニックはマリアンの将来を案じ、地元の靴修理屋のミスター・ペリーと結婚させようとする。白人家庭の黒人の養女であるマリアンは社会的な居心地の悪さを感じている。マリアンは赤ん坊の時にゲストハウスに置き去りにされ、ニックとエリザベスに育てられたのである。
ジーンは自分の人生をうまく方向づけることができず、作家になる夢と飲酒問題の間で揺れ動き、ガールフレンドのケイトがより条件の良い男性と結婚することになり落胆する。
ニックは、ゲストハウスの客であり亡き夫の遺言の検認を待つ未亡人のミセス・ニールセンと関係を持つ。ミセス・ニールセンはニックが常に悲観的であることを注意しつつ、亡き夫の遺産が入れば2人にはより良い未来がくると夢見る。
ゲストハウスには他にバーク一家も宿泊しており、バーク氏は事故により失業した。その妻のローラと息子のエリアスは上階に宿泊している。エリアスは学習障害で、その状況に苦労している。
嵐となり、夜遅くに自称聖書販売員のマーロウと不運なボクサーのジョー・スコットが雨宿りにやってくる。2人の登場により、ゲストハウスの人々の全てが変化していく。

## ボブ・ディランの楽曲
ボブ・ディランの楽曲19曲が劇中で使用される。いずれの曲も1930年代の楽器で演奏される。2017年8月、オリジナル・ロンドン・キャスト・レコーディングがアビー・ロードで制作され、9月、シルバーストーン/ソニー・ミュージックによりCDがリリースされ、12月に2枚組レコードがリリースされた。
使用楽曲:
- サイン・オン・ザ・ウィンドウ "Sign on the Window"
- ジプシーに会いに行った "Went to See the Gypsy"
- タイト・コネクション "Tight Connection to My Heart (Has Anybody Seen My Love)"
- ストー・トレイン "Slow Train"
- ライセンス・トゥ・キル "License to Kill"
- アイ・ウォント・ユー "I Want You"
- ライク・ア・ローリング・ストーン "Like a Rolling Stone"
- メイク・ユー・フィール・マイ・ラヴ "Make You Feel My Love"
- ’ゴーイング・ノーホエア "You Ain't Goin' Nowhere"
- ジョーカーマン "Jokerman"
- スウィートハート "Sweetheart Like You"
- トゥルー・ラヴ・テンズ・トゥ・フォゲット "True Love Tends to Forget"
- 北国の少女 "Girl from the North Country"
- ハリケーン "Hurricane"
- 愚かな風 "Idiot Wind"
- デューケイン・ホイッスル "Duquesne Whistle"
- セニョール（ヤンキー・パワーの話） "Señor (Tales of Yankee Power)"
- イズ・ユア・ラヴ・イン・ヴェイン "Is Your Love in Vain?"
- いつまでも若く "Forever Young"

2018年1月、ボブ・ディランのスタジオ・アルバムから25曲を収録した2枚組CD『The Music Which Inspired Girl From The North Country: The Original Bob Dylan Recordings』がリリースされた。

## 主要登場人物および出演者
| 登場人物               | オールド・ヴィック (2017年) | ウェスト・エンド (2017年) | パブリック・シアター (2018年)    | トロント/ウェスト・エンド再演 (2019年) | ブロードウェイ (2020年)  | アイルランド/イギリス・ツアー (2022年)              |
| ---------------------- | --------------------------- | ------------------------- | -------------------------------- | -------------------------------------- | ------------------------ | --------------------------------------------------- |
| マリアン・レイン       | シーラ・エティム            | シーラ・エティム          | キンバー・スプロール             | グロリア・オビアニオ                   | キンバー・スプロール     | ジャスティナ・ケヒンデ                              |
| ドクター・ウォーカー   | ロン・クック                | アダム・ジェイムス        | ロバート・ジョイ                 | ファーディ・ロバーツ                   | ロバート・ジョイ         | クリストファー・マクハラム                          |
| ミセス・バーク         | ブロナー・ギャラガー        | ブロナー・ギャラガー      | ルバ・メイソン                   | アナ・ジェーン・ケイシー               | ルバ・メイソン           | レベッカ・ソーンヒル                                |
| エリザベス・レイン     | シャーリー・ヘンダーソン    | シャーリー・ヘンダーソン  | メア・ウィニンガム               | ケイト・ブレイベン                     | メア・ウィニンガム       | フランシス・マクナミー                              |
| ニック・レイン         | キアラン・ハインズ          | キアラン・ハインズ        | スティーブン・ボガーダス         | ドナルド・セイジ・マッケイ             | ジェイ・O・サンダース    | コリン・コナー                                      |
| キャサリン・ドレイパー | クラウディア・ジョリー      | クラウディア・ジョリー    | ケイトリン・ヒューラハン         | ジェンマ・サットン                     | ケイトリン・ヒューラハン | イヴ・ノリス                                        |
| ジョー・スコット       | エリンゼ・ケニ              | エリンゼ・ケニ            | シドニー・ジェイムス・ハーコート | シェイク・テイラー                     | オースティン・スコット   | ジョシュア・C・ジャクソン                           |
| ミセス・ニールセン     | デビー・カラプ              | デビー・カラプ            | ジャネット・ベヤデル             | レイチェル・ジョン                     | ジャネット・ベヤデル     | キーシャ・アンポンザ・バンソン / マリア・オマキンワ |
| ミスター・ペリー       | ジム・ノートン              | カール・ジョンソン        | トム・ネリス                     | シドニー・キーン                       | トム・ネリス             | テディ・ケンプナー                                  |
| ジーン・レイン         | サム・リード                | サム・リード              | コルトン・ライアン               | コリン・ベイツ                         | コルトン・ライアン       | グレゴア・ミルン                                    |
| マーロウ牧師           | マイケル・シェイファー      | ティム・マクマラン        | デイヴィッド・ピトゥ             | フィンバー・リンチ                     | マット・マグラス         | イーライ・ジェイムス                                |
| エリアス・バーク       | ジャック・シャルー          | ジャック・シャルー        | トッド・アーモンド               | ステファン・ハリー                     | トッド・アーモンド       | ロス・カースウェル                                  |
| ミスター・バーク       | スタンリー・タウンセンド    | デイヴィッド・ギャンリー  | マーク・カディッシュ             | デイヴィッド・ギャンリー               | マーク・カディッシュ     | ジェイムス・スタッドン                              |

## 受賞歴

### オリジナル・ロンドン・プロダクション
| 年   | 賞                             | 部門                   | ノミネート者                    | 結果       |
| ---- | ------------------------------ | ---------------------- | ------------------------------- | ---------- |
| 2017 | Evening Standard Theatre Award | Emerging Talent        | シーラ・エティム                | ノミネート |
| 2017 | Critics' Circle Theatre Award  | 新人賞                 | シーラ・エティム                | 受賞       |
| 2018 | ローレンス・オリヴィエ賞       | 新作ミュージカル作品賞 | 新作ミュージカル作品賞          | ノミネート |
| 2018 | ローレンス・オリヴィエ賞       | ミュージカル主演男優賞 | キアラン・ハインズ              | ノミネート |
| 2018 | ローレンス・オリヴィエ賞       | ミュージカル主演女優賞 | シャーリー・ヘンダーソン        | 受賞       |
| 2018 | ローレンス・オリヴィエ賞       | ミュージカル助演女優賞 | シーラ・エティム                | 受賞       |
| 2018 | ローレンス・オリヴィエ賞       | 音楽特別功労賞         | ボブ・ディラン サイモン・ヘイル | ノミネート |

### オリジナル・オフ・ブロードウェイ・プロダクション
| 年   | 賞                         | 部門                                       | ノミネート者                               | 結果       |
| ---- | -------------------------- | ------------------------------------------ | ------------------------------------------ | ---------- |
| 2019 | 海外批評家サークル賞       | オフ・ブロードウェイ新作ミュージカル作品賞 | オフ・ブロードウェイ新作ミュージカル作品賞 | 受賞       |
| 2019 | 海外批評家サークル賞       | ミュージカル脚本賞                         | コナー・マクファーソン                     | ノミネート |
| 2019 | 海外批評家サークル賞       | 編曲賞                                     | サイモン・ヘイル                           | ノミネート |
| 2019 | 海外批評家サークル賞       | ミュージカル主演女優賞                     | メア・ウィニンガム                         | ノミネート |
| 2019 | オフ・ブロードウェイ同盟賞 | 新作ミュージカル作品賞                     | 新作ミュージカル作品賞                     | ノミネート |

### オリジナル・ブロードウェイ・プロダクション
2020年3月5日、オリジナル・ブロードウェイ・プロダクションが開幕した。コロナウィルスの世界的蔓延によるニューヨーク市の外出禁止令により、1週間後の3月12日午後5時を以って全劇場が閉鎖された。ドラマ・デスク・アワードなどいくつかの賞は、2月19日以降に開幕した作品は2020年度の賞の選考対象となることができた。最終的に2021年10月、上演が再開された。
| 年   | 賞                       | 部門                               | ノミネート者                       | 結果       |
| ---- | ------------------------ | ---------------------------------- | ---------------------------------- | ---------- |
| 2020 | ドラマ・リーグ・アワード | ミュージカル・プロダクション賞     | ミュージカル・プロダクション賞     | ノミネート |
| 2022 | グラミー賞               | ミュージカル・シアター・アルバム賞 | ミュージカル・シアター・アルバム賞 | ノミネート |
| 2022 | トニー賞                 | ミュージカル作品賞                 | ミュージカル作品賞                 | ノミネート |
| 2022 | トニー賞                 | ミュージカル演出賞                 | コナー・マクファーソン             | ノミネート |
| 2022 | トニー賞                 | ミュージカル脚本賞                 | コナー・マクファーソン             | ノミネート |
| 2022 | トニー賞                 | ミュージカル主演女優賞             | メア・ウィニンガム                 | ノミネート |
| 2022 | トニー賞                 | ミュージカル助演女優賞             | ジャネット・ベヤデル               | ノミネート |
| 2022 | トニー賞                 | ミュージカル音響デザイン賞         | サイモン・ベイカー                 | ノミネート |
| 2022 | トニー賞                 | 編曲賞                             | サイモン・ヘイル                   | 受賞       |

## 映画化
2023年2月6日、コナー・マクファーソンが映画化の脚本および監督を務めることが発表された。主要登場人物にはオリヴィア・コールマン、ウディ・ハレルソン、クロエ・ベイリー、トシン・コールが配役された。